# مانو جوزيف
مانو جوزيف (بالإنجليزية: Manu Joseph)‏ هو صحفي ومؤلف هندي، ولد في 22 يوليو 1974 في كوتايام في الهند.

## وصلات خارجية
- الموقع الرسمي
- مانو جوزيف على موقع IMDb (الإنجليزية)